# Amico (Film)
Amico ist eine deutsche Filmkomödie aus dem Jahre 1949 von Gerhard T. Buchholz mit Kirsten Heiberg und Otto Wernicke.

## Handlung
Handlungsmittelpunkt der Geschichte ist ein großes Mietshaus, in dem mehrere Parteien wohnen. Hier gebietet der bullige Hausbesitzer, Konditormeister Robert Kornagel, mit eiserner Hand. Nach langer Wartezeit bekommt die alternde Elisabeth Herzog, eine ehemalige Hofschauspielerin, in diesem Gebäude endlich eine Wohnung zugewiesen. Doch da gibt es ein Problem: Ihr phlegmatischer kleiner Schnauzer „Amico“, der diesem Film seinen Titel gab, ist ihr ein und alles, während Kornagel in seinen vier Wänden keinesfalls einen Hund zu dulden bereit ist. Da Frau Herzog ohne ihren Hund einfach nicht leben kann, versucht sie auf ihre Weise den Konflikt mit dem knurrigen Hausbesitzer zu lösen, beißt damit aber auf Granit. Schließlich fügt sich nach mehreren Ereignissen doch noch alles zum Guten, und die alte Dame kann ihren kleinen Hund auch weiterhin bei sich behalten, während aus dem bärbeißigen Konditormeister sogar ein echter Tierfreund wird.

## Produktionsnotizen
Amico entstand im Filmatelier Göttingen und in Kassel (Außenaufnahmen), passierte im April 1949 die alliierte Filmzensur und wurde am 7. April 1949 in Göttingen uraufgeführt. Die Berliner Premiere fand am 30. September 1949 in Berlin (West) statt.
Produzent Hans Domnick übernahm auch die Produktionsleitung. Walter Haag gestaltete die Filmbauten.

## Kritiken
Die Zeit urteilte: “Der hübsche Stoff hätte bei feinerer psychologischer Durcharbeitung und einfallsreicherer Milieu-Schilderung ein heiteres Kammerspiel ergeben können nach Art von Lubitschs köstlichem ‚Rendezvous nach Ladenschluß‘. Stattdessen griffen die Autoren herzhaft in die Flimmerkiste und förderten bewährte Filmrequisiten zutage: zum Beispiel ein Barbetrieb mit verführerischer Chansonette, die in Gestalt von Kirsten Heiberg einen von Majewsky komponierten Song charmant, aber nicht immer verständlich vortrug. So wurde es denn nur ein harmloser und sauberer Unterhaltungsfilm, liebenswürdig in den humoristischen Szenen und wohldosiert in der Zutat von Gemüt.”

„Gutmütig-belanglose Familienunterhaltung.“